# Linnuse (Viru-Nigula)
Linnuse – wieś w Estonii, w prowincji Virumaa Zachodnia, w gminie Viru-Nigula.